# Лі Чунью
Лі Чунью (кит.: 李純佑; піньїнь: Lǐ Chunyou), храмове ім'я Хуаньцзун (кит.: 桓宗; піньїнь: Huanzong; 1177–1206) — шостий імператор Західної Ся.

## Життєпис
Був сином і спадкоємцем імператора Лі Женьсяо. Зійшов на трон після смерті батька 1193 року.
У своїй політиці намагався наслідувати своєму попереднику, втім при дворі почала процвітати корупція, що призвело до поступового, але невідворотного занепаду держави.
1205 року Лі Чунью перейменував столицю Західної Ся на Чжунсін (сучасний Їньчуань). Того ж року до Західної Ся вперше вторглись монголи, розграбувавши та спаливши багато прикордонних міст.
1206 року двоюрідний брат імператора Лі Аньцюань організував переворот проти Лі Чунью, в результаті якого повалив останнього з престолу та проголосив новим імператором себе.